# Avenue du Général-Laperrine
L'avenue du Général-Laperrine est une voie du 12e arrondissement de Paris.

## Situation et accès
Située dans le quartier de Bel-Air, l'avenue du Général-Laperrine débute au 9, avenue du Général-Dodds et avenue Charles-de-Foucauld et se termine au 4, place Édouard-Renard.
Elle est accessible à proximité par la ligne de métro 8 à la station Porte Dorée et par la ligne 3a du tramway à l'arrêt Porte Dorée.

## Origine du nom
Elle tient son nom du général François-Henry Laperrine (1860-1920), en raison de la proximité du Palais de la Porte Dorée qui abritait,  dans les années 1930, le Musée des colonies.

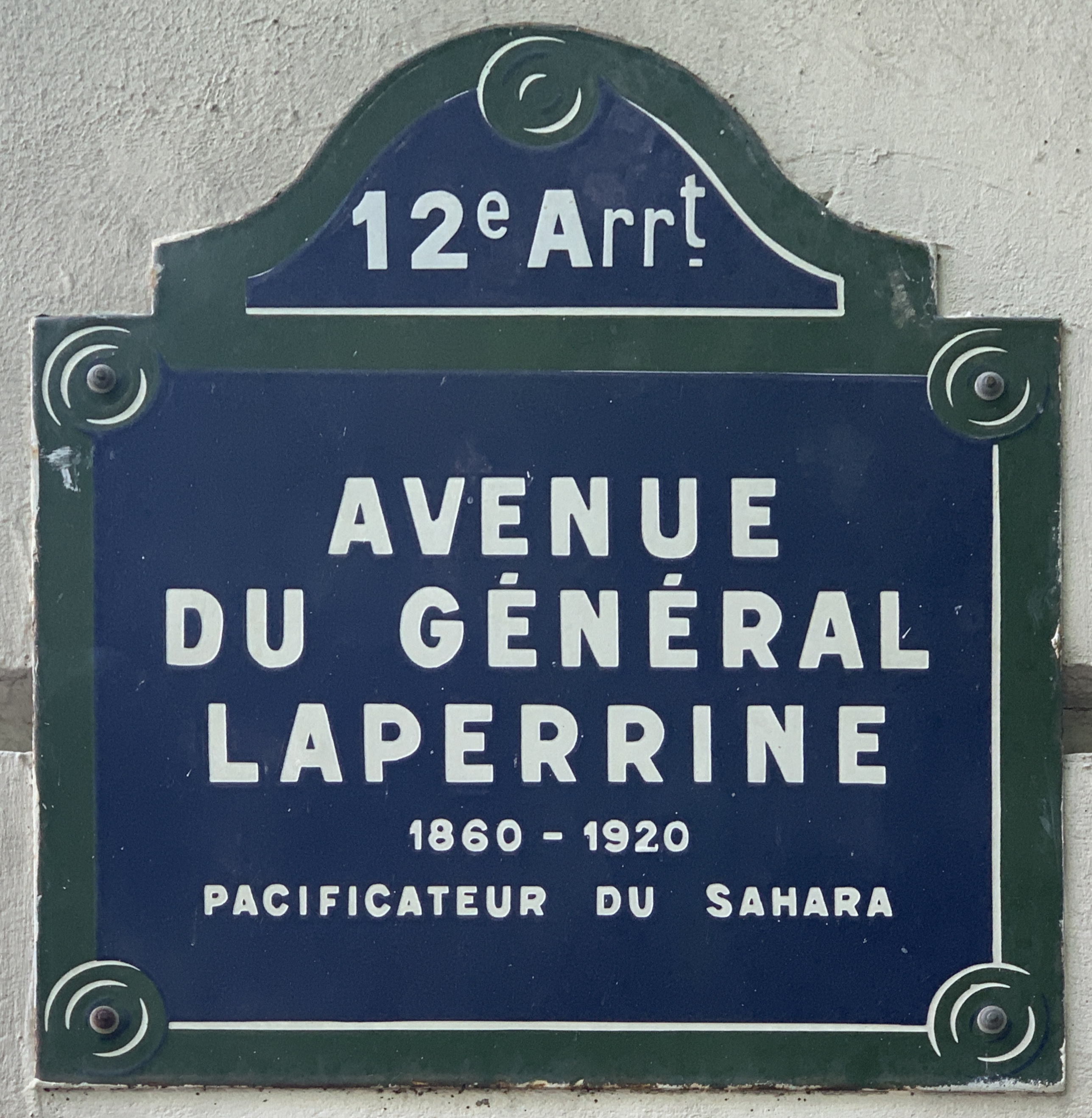
Plaque de rue de l’avenue du Général Laperrine
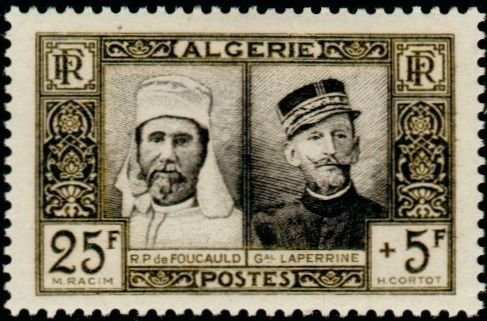
Timbre émis en 1950 en Algérie française, rendant un hommage conjoint au père de Foucauld et au général Laperrine.

## Historique
Cette avenue est ouverte sous son nom actuel sur le lieu du bastion no 5 de l'enceinte de Thiers en 1935. 

## Bâtiments remarquables et lieux de mémoire
- Nombreux accès au bois de Vincennes et à la pelouse de Reuilly.
- L'avenue débouche au niveau de la place Édouard-Renard sur le Musée des colonies.

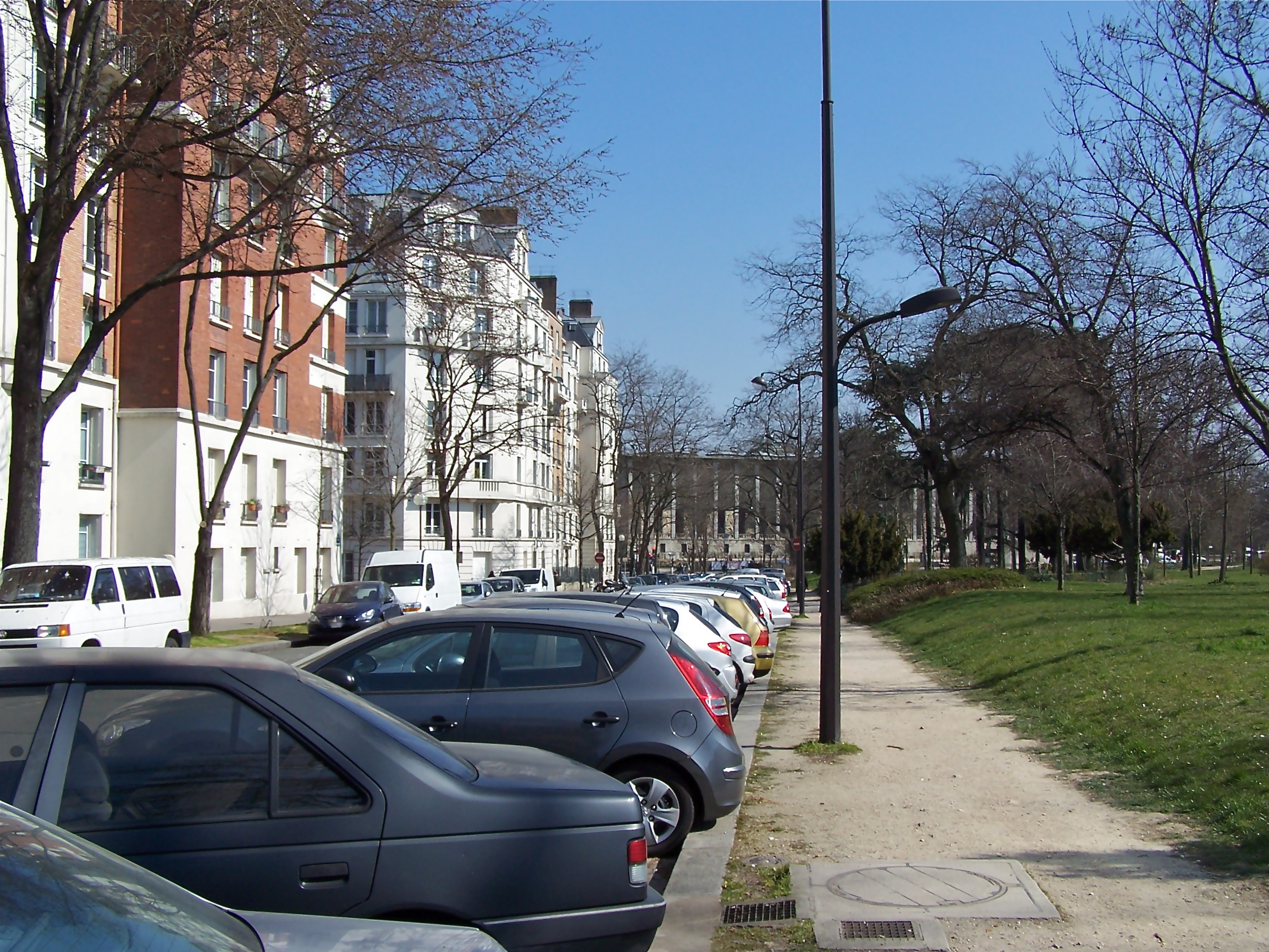
Vue de l'avenue en direction du Musée des colonies (au fond).